# Монтесо
Монтесо́ (фр. Montessaux) — коммуна во Франции, находится в регионе Франш-Конте. Департамент — Верхняя Сона. Входит в состав кантона Мелизе. Округ коммуны — Люр.
Код INSEE коммуны — 70361.

## География
Коммуна расположена приблизительно в 340 км к востоку от Парижа, в 70 км северо-восточнее Безансона, в 34 км к северо-востоку от Везуля.
По территории коммуны протекает река Оньон.

## Население
Население коммуны на 2010 год составляло 168 человек.
| 1962 | 1968 | 1975 | 1982 | 1990 | 1999 | 2010 |
| ---- | ---- | ---- | ---- | ---- | ---- | ---- |
| 113  | 102  | 110  | 134  | 116  | 117  | 168  |

## Экономика
В 2010 году среди 111 человек трудоспособного возраста (15—64 лет) 80 были экономически активными, 31 — неактивными (показатель активности — 72,1 %, в 1999 году было 74,3 %). Из 80 активных жителей работали 75 человек (41 мужчина и 34 женщины), безработных было 5 (1 мужчина и 4 женщины). Среди 31 неактивных 10 человек были учениками или студентами, 15 — пенсионерами, 6 были неактивными по другим причинам.